# Emmanuel Gras
Pour les articles homonymes, voir Gras.
Emmanuel Gras est un réalisateur et directeur de la photographie français, né le  à Cannes.

## Biographie
Diplômé de l'École nationale supérieure Louis-Lumière (promotion 2000, section « Image »), après des études d'histoire, Emmanuel Gras travaille simultanément comme directeur de la photographie et réalisateur de documentaires.
Il a reçu le Grand prix de la Semaine de la Critique au Festival de Cannes 2017 pour son film Makala.
Il a coprésidé l'ACID en 2014 et 2015 et fait partie du Conseil d'administration de la SRF en 2020.

## Filmographie

### Comme directeur de la photographie
Sauf précision contraire, il est également directeur de la photographie des films qu'il réalise.
- 2001 : Lascars (court métrage)
- 2003 : En famille de Pascale Chouffot (court métrage)
- 2005 : Contre-allée de Manuel Vidal
- 2005 : World of Blue, Land of O de Bram Van Paesschen (court métrage)
- 2008 : Pale Peko Bantu de Bram Van Paeschen
- 2008 : Wild beast de Jeroen Van der Stock
- 2010 : Empire of Dust de Bram Van Paesschen
- 2011 : Silent visitors de Jeroen Van der Stock
- 2014 : La Vierge et la cité de Amalia Escriva
- 2017 : Alive in France d'Abel Ferrara
- 2017 : I'm New Here de Bram Van Paesschen
- 2018 : Like dolls I'll rise de Nora Philippe

### Comme réalisateur
- 2003 : La Motivation (court métrage)
- 2004 : Une petite note d'humanité (court métrage, seulement réalisateur)
- 2005 : Tweety Lovely Superstar (court métrage)
- 2011 : Bovines
- 2013 : Être vivant (court métrage)
- 2014 : 300 Hommes (coréalisatrice : Aline Dalbis)
- 2017 : Makala
- 2022 : Un peuple

## Récompenses et distinctions

### Récompenses
- Festival d'Aubagne 2003 : Mention spéciale du meilleur documentaire pour La Motivation !
- Festival Court Toujours, Lyon 2003 : Prix de l'équipe pour La Motivation !
- Festival Travelling, Rennes 2004 : Grand Prix, Prix du public, Prix Ciné-cinéma pour Une petite note d'humanité
- Doc en courts 2006 : Grand Prix pour Tweety Lovely Superstar
- Festival du film de Belfort- Entrevues 2005 : Grand Prix du court-métrage documentaire pour Tweety Lovely Superstar
- Les écrans documentaires, Arcueil 2005 : Prix du Moulin d'Andé pour Tweety Lovely Superstar
- French fims at Monofaktur, Munich 2006 : Prix de la presse pour Tweety Lovely Superstar
- Doc en courts, Lyon 2006 : Grand Prix, Prix du jury étudiant, Prix du public pour Tweety Lovely Superstar
- Festival Européen du film court, Brest 2008 : Prix France 2 pour Soudain ses mains
- Prix du Syndicat Français de la Critique de Cinéma 2013 : Prix du film singulier pour Bovines
- Festival du film de Belfort-Entrevues 2013 : Prix du public pour Etre vivant
- Rencontres de Cerbère 2014 : Grand prix Cinémaginaire pour Etre vivant
- Festival Tous court, Aix en Provence 2014 : Prix cinémas du sud pour Etre vivant
- Festival de Cannes 2017 : Grand Prix de la Semaine de la critique et mention spéciale de l'Oeil d'or pour Makala
- Festival de Londres 2017 : Mention spéciale du Prix Grierson du meilleur documentaire pour Makala
- Festival POST/DOC, Porto 2017 : Prix du jury jeune pour Makala
- Festival d'automne de Gardanne 2017 : Prix du jury jeune pour Makala
- Rencontres du cinéma francophone en Beaujolais 2017 : Prix du jury pour Makala
- Festival de Bergen 2017 : Prix documentaire extraordinaire pour Makala
- Festival Films from the south, Oslo 2018 : Meilleur documentaire pour Makala
- Festival DOKer, Moscow 2018 : Grand prix et Prix du meilleur montage pour Makala
- AFCAE 2018 : Prix Jean Lescure pour Makala

### Nominations
- César 2013 : meilleur film documentaire pour Bovines
- Prix Louis-Delluc 2017 : nomination pour Makala
- Prix Lumières 2018 : meilleur documentaire pour Makala
- Cinema Eyes Honors 2018 : « Outstanding achievement in cinematography »

### Sélections
- Festival de Cannes 2011 : sélection ACID pour Bovines
- Festival de Cannes 2017 : en compétition pour L'Œil d'or pour Makala